# Aeroportul Buchanan Field
Aeroportul Buchanan Field (IATA: CCR, ICAO: KCCR, FAA LID: CCR) este un aeroport din Contra Costa County⁠(d), California, Statele Unite ale Americii ce deservește zona Contra Costa County⁠(d). Aeroportul a fost tranzitat în 2019 de 162 de pasageri.
Situat la o altitudine de 8 m, aeroportul dispune de 4 piste. Este operat de Contra Costa County⁠(d).

## Infrastructură

### Piste
Aeroportul dispune de 4 piste: 
- pista 01L/19R, cu dimensiunile 5.001 picioare × 150 picioare
- pista 01R/19L din asfalt, cu dimensiunile 2.770 picioare × 75 picioare
- pista 14L/32R, cu dimensiunile 4.602 picioare × 150 picioare
- pista 14R/32L din asfalt, cu dimensiunile 2.799 picioare × 75 picioare